# Mushroomhead
Mushroomhead (укр. «Грибоголові») — американський метал-гурт, заснований у кінці 1992 року в Клівленді, штат Огайо. Mushroomhead, отримавши відомість своїми яскравими концертними виставами (з використовуванням масок) та що вважається(згідно Allmusic) одним з найбільш винахідливих та незвичайних гуртів у стилі альтернативний метал, використовують у своїй творчості елементи хіп-хопу, панк- та готік-року, індастріалу й техно. Три альбоми гурту із восьми входили в Billboard 200. По всьому світу гурт розпродав більше ніж 2 мільйони копій екземплярів.

## Учасники
- Стів «Skinny» Фелтон — ударні, продюсер гурту
- Рік «Stitch» Томас — DJ, семпли, перкуссія
- Джейсон «J Mann» Попсон — вокал
- Райан «Dr.F» Фаррелл — бас-гітара
- Роберт «Roberto Diablo» Гадсі — перкуссія
- Стів Раукхорст — вокал
- Томмі «Tnakx» Шафнер — гитара
- Джекі ЛаПонза — вокал

Колишні учасники
- Джеффрі «Jeffrey Nothing» Гетрікс — вокал
- Вейлон Рівіс — вокал
- Том «Shmotz» Шмітц — клавішні
- Річі «Dinner» Мур — ритм-гітара
- Джо «DJ Virus» Ленкі — DJ
- Джон «J.J. Righteous» Секула — гітара†
- Джо «Mr. Murdernickel» Кілкойн — бас-гітара
- Джессіка «Roxy» Гейні — стриптизерка, танцівниця
- Марко «Bronson» Вукчевич — танцюрист, семпли, гітара
- Дейв «Gravy» Фелтон — гітара
- Джек «Pig Benis» Кілкойн — бас-гітара
- Деніел «Lil Dan» Фокс — перкуссія
- Chamberlain — жонглер, клоун
- Томмц Чьорч — гітара